# Odległość Levenshteina
Odległość Levenshteina (edycyjna) – miara odmienności napisów (skończonych ciągów znaków), zaproponowana w 1965 roku przez Władimira Lewensztejna.

## Definicja
Formalnie jest to metryka w przestrzeni ciągów znaków, zdefiniowana następująco:
- działaniem prostym na napisie nazwiemy:
  - wstawienie nowego znaku do napisu
  - usunięcie znaku z napisu
  - zamianę znaku w napisie na inny znak
- odległością pomiędzy dwoma napisami jest najmniejsza liczba działań prostych, przeprowadzających jeden napis na drugi.

Miara ta znajduje zastosowanie w przetwarzaniu informacji, danych w postaci ciągów symboli: w maszynowym rozpoznawaniu mowy, analizie DNA, rozpoznawaniu plagiatów, korekcie pisowni (np. wyszukiwanie w spisie telefonicznym błędnie podanego nazwiska) itp.

## Przykłady
Odległość Levenshteina pomiędzy napisami identycznymi, np.
```
pies
pies
```

jest zerowa – skoro są identyczne, to potrzeba zero działań, by jeden z nich przeprowadzić na drugi.
Odległość Levenshteina pomiędzy napisami:
```
granat
granit
```

wynosi 1, ponieważ do przeprowadzenia pierwszego na drugi wystarcza jedno działanie: zamiana litery a na i.
Odległość pomiędzy napisami:
```
orczyk
oracz
```

równa jest 3, ponieważ do przeprowadzenia pierwszego napisu na drugi potrzeba trzech działań: usunięcia liter y i k oraz wstawienia litery a.
Odległość pomiędzy napisami:
```
marka
ariada
```

wynosi 4, ponieważ potrzeba co najmniej czterech działań, np.: usunięcia litery m, zamiany k na i oraz dodania d i a.

## Obliczanie odległości Levenshteina
Odległość Levenshteina można obliczyć używając programowania dynamicznego. Przykładowy algorytm w pseudokodzie:
```
int
 LevenshteinDistance(
char
 s[1..m], 
char
 t[1..n])
   
   
declare
 
int
 d[0..m, 0..n] 
// niech d będzie tablicą o m+1 wierszach i n+1 kolumnach
  
   
for
 i 
from
 0 
to
 m
       d[i, 0] := i
   
for
 j 
from
 1 
to
 n
       d[0, j] := j
 
   
for
 i 
from
 1 
to
 m
       
for
 j 
from
 1 
to
 n
           
if
 s[i] = t[j] 
then
 cost := 0
                          
else
 cost := 1
           d[i, j] := minimum(d[i-1, j] + 1,       
// usuwanie

                              d[i, j-1] + 1,       
// wstawianie

                              d[i-1, j-1] + cost)  
// zamiana

 
   
return
 d[m, n]
```

## Uogólnienia i przypadki szczególne
Odległość Levenshteina jest uogólnieniem odległości Hamminga; sama też ma swoje uogólnienia, oparte na rozszerzaniu zestawu działań uważanych za „proste”.
- Podstawowym rozszerzeniem jest uznanie za „działanie proste” zamiany miejscami dwu sąsiednich znaków – odległość Damerau-Levenshteina.
- Innym spotykanym jest dopuszczenie wstawiania, usuwania i zastępowania spójnych ciągów znaków (bloków, nieprzerwanych fragmentów napisu). Jest to szczególnie pożyteczne przy przetwarzaniu ciągów danych o wyróżnionych mniejszych fragmentach, jak wyrazy w zdaniu.

Tak zdefiniowane miary nazywa się odległością transformacyjną, jednak czasem są również nazywane odległościami edycyjnymi. Z tego powodu użycie określenia „odległość edycyjna” należy zawsze uściślić, podając, na jakim zestawie działań opiera się używana miara.